# Álex García (attore)
Alejandro Juan García Fernàndez, noto come Álex García (San Cristóbal de La Laguna, 14 novembre 1981), è un attore spagnolo, conosciuto per i suoi ruoli in serie televisive come Tierra de Lobos - L'amore e il coraggio, Amare per sempre, La gloria e l'amore e in film come Furious Speed - Curve pericolose, La novia, Guernica - Cronaca di una strage, Kiki & i segreti del sesso e Origini segrete.

## Biografia
Alejandro Juan García Fernández è nato il 14 novembre del 1981 a San Cristóbal de La Laguna, Tenerife, Isole Canarie. Ha avuto il primo contatto con la televisione quando era ancora piccolo, presentando su Canal 7 del Atlántico (un canale televisivo locale di Tenerife) un programma sul Carnevale di Santa Cruz de Tenerife ed ha anche viaggiato in Venezuela e Cuba per intervistare alcuni emigranti delle Canarie.
Ha studiato recitazione presso la scuola di Cristina Rota partecipando a diversi spettacoli teatrali. Il suo primo progetto teatrale è stato Desnudos diretto da José Luis Sáiz. Dopo questa prima immersione nel palcoscenico, ha lavorato con grandi registi come Miguel Narros che ha diretto in Salomè in una versione di Mauro Armiño con María Adánez nel ruolo di Salomé, e con José María Pou che lo ha diretto in La capra o chi è Sylvia? di Edward Albee. Lo potremmo vedere anche in teatro in El cuana loco con la regia di Carlos Aladro, e in Otello, nel personaggio di Cassio con Raúl Prieto nel ruolo di Otello. Negli ultimi anni ha lavorato sotto la direzione di Natalia Menéndez in Realidad con Javier Cámara e María Pujalte nei ruoli principali. Nel 2012 ha lavorato con il regista José María Gual in Dany y Roberta, dove era coprotagonista assieme a Itziar Miranda. Nel 2013, ha recitato al fianco di Maribel Verdú, Emma Suárez, Ariadna Gil e Fernando Cayo Los hijos de Kennedy, diretto di nuovo da José María Pou.
Il suo primo ruolo televisivo è stato nella serie Compañeros. 
In televisione ha recitato per due anni in  Amare per sempre con il personaggio di Alfonso García. Allo stesso tempo ha interpretato José Moreno nella serie Sin tetas no hay paraíso tra il 2008 e il 2009. Nel 2010 è stato il protagonista della serie Tierra de Lobos - L'amore e il coraggio di Telecinco, trasmessa in Italia su Rete 4 nel 2012, in cui interpreta César Bravo. Nel 2011 ha recitato, insieme a Verónica Echegui e Antonio Velázquez, il lungometraggio Seis puntos sobre Emma.
Nel 2014 ha recitato nel lungometraggio Kamikaze di Álex Pina. Un anno dopo torna a recitare nel lungometraggio La novia, per il quale ha ottenuto una nomination ai Premio Goya come miglior attore rivelazione. Nel 2017 entra a far parte del cast principale della serie La gloria e l'amore di Antena 3, trasmessa in Italia su Rai Premium nel 2019.
Nel 2018 ha guidato il cast di El Continental di TVE, insieme a Michelle Jenner. Nel 2019 recita in lungometraggi Gente que viene y bah di Patricia Font, Litus di Dani de la Orden e Si yo fuera rico di Álvaro Fernández Armero. Nel 2020, sotto la direzione di Rodrigo Sorogoyen, ha recitato nella serie Antidisturbios, che ha debuttato in ottobre su Movistar+, per il quale è stato nominato al Premio Feroz, il Premio Forqué e i premi Fotogrammi d'argento. Nel 2020 ha recitato nel film di Dani de la Orden Hasta que la boda nos separe, insieme alle attrici Belén Cuesta e Silvia Alonso.
Nel 2021 ha recitato nel film di Guillermo Ríos Solo una vez, insieme a Silvia Alonso. Nello stesso anno fu annunciata la sua firma per la serie Amazon Prime Video Un asunto privado, dove interpreta Andrés. Inoltre, Movistar+ ha annunciato il suo ruolo da protagonista per la serie El inmortal, dove interpreta José Antonio, personaggio ispirato a Juan Carlos Peña.

## Filmografia

### Cinema
- Reprimidos, regia di Ignacio Delgado (2004)
- Entre esquelas, regia di Adán Martín (2009)
- Seis puntos sobre Emma, regia di Roberto Pérez Toledo (2011)
- Furious Speed - Curve pericolose (Combustión), regia di Daniel Calparsoro (2013)
- Kamikaze, regia di Álex Pina (2014)
- Hablar, regia di Joaquin Oristrell (2015)
- La novia, regia di Paula Ortiz (2015)
- La punta del iceberg, regia di David Canovas (2016)
- Guernica - Cronaca di una strage (Gernika), regia di Koldo Serra (2016)
- Kiki & i segreti del sesso (Kiki, el amor se hace), regia di Paco León (2016)
- No culpes al karma de lo que te pasa por gilipollas, regia di Maria Ripoll (2016)
- Gente que viene y bah, regia di Patricia Front (2019)
- Litus, regia di Dani de la Orden (2019)
- Si yo fuera rico, regia di Álvaro Fernández Armero (2019)
- Hasta que la boda nos separe, regia di Dani de la Orden (2020)
- Origini segrete (Orígenes secretos), regia di David Galán Galindo (2020)
- Solo una vez, regia di Guillermo Ríos Bordòn (2021)

### Televisione
- Compañeros - serie TV, 25 episodi (2001-2002)
- Genesis (Génesis, en la mente del asesino) - serie TV, episodio 1x03 (2006)
- Hospital Central - serie TV, 14 episodi (2007)
- Quart, el hombre de Roma - serie TV, episodio 1x06 (2007)
- Sin tetas no hay paraíso - serie TV, 25 episodi (2008-2009)
- Amare per sempre (Amar en tiempos revueltos) - serie TV, 329 episodi (2008-2010)
- Tierra de Lobos - L'amore e il coraggio (Tierra de Lobos) - serie TV, 29 episodi (2010-2014)
- Fenómenos - serie TV, episodio 1x08 (2013)
- Habitaciones cerradas, - miniserie TV, 2 episodi (2015)
- La gloria e l'amore (Tiempos de guerra) - serie TV, 13 episodi (2017)
- El Continental - serie TV, 10 episodi (2018)
- En casa - serie TV, 1 episodio (2020)
- Antidisturbios - serie TV, 6 episodi (2020)
- Un asunto privado - serie TV, 8 episodi (2022)
- El inmortal - serie TV, 8 episodi (2022)
- Sagrada familia - serie TV, 8 episodi (2022)

### Cortometraggi
- 913, regia di Galder Gaztelu-Urrutia e Félix Guede (2004)
- Clases particulares, regia di Alauda Ruiz de Azúa (2005)
- Un día cualquiera, regia di Álex García (2007)
- Voluntario, regia di Javier San Román (2008)
- Yo te prefiero, regia di José Cabrera Betancont (2008)
- Ante tus ojos, regia di Aaron J. Melián (2008)[26]
- Culpa de la luna, regia di Virginia Llera (2009)
- Encuentro, regia di Nick Igea (2009)
- Hotel Amenities, regia di Julia Guillén Creagh (2012)
- Lo sé, regia di Manuela Burló Moreno (2013)
- #Sequence, un segmento: Sex tape, regia di Roberto Pérez Toledo (2013)
- Trois, regia di Roberto Pérez Toledo (2015)

## Teatro
- Salomè, di Oscar Wilde, regia di Migel Narros (2005)
- La capra o chi è Sylvia?, di Edward Albee, regia di José María Pou (2007)
- El cuerdo loco, di Lope de Vega, regia di Carlos Aladro (2009)
- Otello, di William Shakespeare, regia di David Boceta (2010)
- Dany y Roberta, di Patrick Shanley, regia di Joan María Gual (2012)
- Los hijos de Kennedy , regia di José María Pou (2013-2014)
- El burlador de Sevilla, regia di Darío Facal (2015)
- Incendios, di Wajdi Mouawad, regia di Mario Gas (2016-2017)
- Jauría, di Jordi Casanovas, regia di Miguel del Arco (2019-2020)

## Doppiatori italiani
Nelle versioni in italiano dei suoi lavori, Álex García è stato doppiato da:
- Sacha Pilara in Amare per sempre
- Lorenzo Scattorin in Tierra de Lobos - L'amore e il coraggio
- Roberto Gammino in Guernica - Cronaca di una strage
- Andrea Mete in Kiki & i segreti del sesso
- Marco Vivio in La gloria e l'amore
- Fabrizio De Flaviis in Origini segrete
- Daniele Giuliani in Sagrada Familia

## Vita privata
Nel 2010 ha avuto una breve relazione con la collega Silvia Alonso. Dalla fine dello stesso anno ha una relazione con l'attrice Verónica Echegui.

## Premi e riconoscimenti
- Premio Ercilla
  - 2007 - candidatura come migliore interprete per La capra o chi è Sylvia?
- Festival internazionale de Cinema e della Televisione Storico Reino de León
  - 2009 - Migliore attore televisivo per Amare per sempre
- Festival Internazionale del Cinema di Mónca
  - 2009 - Migliore attore di cortometraggio per Encuentro
- Unione degli attori e delle attrici
  - 2012 - Migliore attore rivelazione per Entre esquelas
  - 2022 - candidatura come migliore attore protagonista televisivo per Antidisturbios
- Festival Internazionale del Cinema Sotto la Luna
  - 2013 - candidatura come migliore attore per Hotel Amenities
- Festival Solidale de Cinema Spagnolo di Cáceres
  - 2015 - Attore Rivelazione per Kamikaze
- Premio Goya
  - 2016 - candidatura come miglior attore rivelazione per La novia
- Premio Cinematografico José María Forqué
  - 2021 - candidatura come migliore attore televisivo per Antidisturbios
- Premio Feroz
  - 2021 - candidatura come migliore attore protagonista televisivo per Antidisturbios
- Fotogrammi d'argento
  - 2021 - candidatura come miglior attore televisivo per Antidisturbios